# Robert Jahn (Heimatforscher)
Robert Albin Jahn (* 22. Oktober 1874 in Groitzsch; † 17. Februar 1953 in Leipzig) war ein deutscher Lehrer und Heimatforscher der sächsischen Bergstadt Johanngeorgenstadt und Umgebung.

## Leben
Jahn, dessen Vorfahren zu den böhmischen Exulanten gehörten, die 1654 Johanngeorgenstadt gründeten, wurde in der Messestadt Leipzig geboren. Nach der Schul- und Lehrerausbildung in Borna war er ab 1895 als Hilfslehrer und ab 1898 als Lehrer in Leipzig tätig. 1911 übernahm er das Amt des Schuldirektors in Bernsbach. Am 15. Oktober 1912 wurde zum Schuldirektor der Bürgerschule in Johanngeorgenstadt gewählt. Dieses Amt trat er am 1. Februar 1913 an. Noch im gleichen Jahr legte er den ersten Stadtführer von Johanngeorgenstadt vor, der heute noch als wichtige Grundlage dient, um die Verhältnisse dieser Stadt vor dem Ersten Weltkrieg in Wort und Bild zu rekonstruieren.
Nach neun Jahren legte er 1922 die Direktorenamt nieder, um sich verstärkt der Erforschung der Heimatgeschichte zu widmen. Er ließ sich oberhalb der Stadt unweit der Halde des Scharschachtes an der Eibenstocker Straße 47 (B 21 E) ein Wohnhaus errichten, in dem er umfangreichen Recherchen zur Geschichte von Johanngeorgenstadt und Umgebung betrieb. In der Bürgerschule war er weiter als Lehrer tätig, wobei er vor allem Heimatkunde unterrichtete. Hochbetagt legte er im Zweiten Weltkrieg sein Lehramt nieder. Er starb am 17. Februar 1953 in Leipzig, wodurch ihm erspart blieb mitzuerleben, wie in jenem Jahr der Abriss der Stadt begann, deren Geschichte er so intensiv erforscht hatte. Außerdem widmete er einige seiner Forschungen auch seiner Geburtsstadt Groitzsch.

## Ehrungen
Die Stadt Johanngeorgenstadt ehrte Robert Jahn mit der 1990 erfolgten Benennung des vor seinem Hause gelegenen Platzes in Robert-Jahn-Platz.

## Schriften (Auswahl)
- Beiträge zur Stadtgeschichte von Groitzsch, mehrere Folgen.
- Johanngeorgenstadt und Umgebung in Wort und Bild. Johanngeorgenstadt o. J. (ca. 1913).
- Johanngeorgenstadt und Umgebung. Ein erzgebirgisches Städtebild. In: Aue und Umgebung. Berlin-Charlottenburg 1927
- Steinbach im Auersberggebiet – zum 400jährigen Jubiläum 1530–1930. Johanngeorgenstadt 1930.
- Auf der Platt. Johanngeorgenstadt 1932.
- Ich führe Dich im Winter und Sommer durch Johanngeorgenstadt und Umgebung. Johanngeorgenstadt 1936.
- 200 Jahre Täumerhaus im Erzgebirge 1736–1936. Erlabrunn im Erzgebirge 1936.